# Moja krwawa walentynka
Moja krwawa walentynka, ang. My Bloody Valentine – kanadyjski film fabularny (horror z podgatunku slasher) w reżyserii George’a Mihalki z 1981 roku. Autorem scenariusza był John Beaird, twórca skryptu do horroru Happy Birthday to Me (1981).
Film zainspirowały popularne szczególnie na początku lat osiemdziesiątych slashery – głównie Piątek, trzynastego (1980) i Halloween (1978).

## Obsada
- Paul Kelman jako Jessie „T.J.” Hanniger
- Lori Hallier jako Sarah
- Neil Affleck jako Axel Palmer
- Keith Knight jako Hollis
- Alf Humphreys jako Howard Landers
- Cynthia Dale jako Patty
- Helene Udy jako Sylvia
- Rob Stein jako John
- Thomas Kovacs jako Mike Stavinski (w czołówce jako Tom Kovacs)
- Terry Waterland jako Harriet
- Carl Marotte jako Dave
- Jim Murchison jako Tommy Whitcomb
- Gina Dick jako Gretchen
- Peter Cowper jako Harry Warden
- Don Francks jako szef Jake Newby

## Zarys fabuły
T.J. Hanniger, główny bohater filmu, powraca ze słonecznej Kalifornii w rodzinne strony – na górniczą prowincję. Jego przyjazd zbiega się z nadejściem walentynek, które są od kilku lat cichą zmorą mieszkańców miasteczka, bowiem przed laty, właśnie podczas obchodów tego święta, doszło w nim do pewnej krwawej masakry. Dramatyczny przebieg tych zdarzeń zrodził także mrożącą krew w żyłach miejską legendę. Gdy T.J. zjawia się w mieście, zaczyna dochodzić do nietypowych zbrodni.

## O filmie

### Plan zdjęciowy
Film kręcono od 22 września do 9 listopada 1980 roku w miejscowości Sydney Mines w Nowej Szkocji.

### Wydanie filmu
Premiera miała miejsce 11 lutego 1981 roku w USA, dwa dni później Moje krwawe walentynki pojawiły się na ekranach kin rodzimej Kanady. Szacowany budżet wynosił 2 300 000 dolarów kanadyjskich. Film zwrócił twórcom koszty produkcji, w samych Stanach Zjednoczonych zarabiając 5 672 031 USD.
Zanim film trafił jednak do dystrybucji, stowarzyszenie MPAA zajęło się jego drastyczną cenzurą. By film mógł uzyskać upragnioną klasyfikację R (ang. restricted – osoby poniżej siedemnastego roku życia mogą oglądać film jedynie z rodzicem lub pełnoletnim opiekunem), konieczne było odpowiednie przemontowanie wszystkich sekwencji dokonywanych morderstw z powodu zbyt wysokiego natężenia gore.

### Wpływ na popkulturę
Motyw morderstw popełnianych w dzień święta zakochanych zainspirował twórców wydanego w roku 2001 slashera Walentynki. Z samego tytułu filmu nazwę dla swojego zespołu zaczerpnęli członkowie shoegaze’owej irlandzko-brytyjskiej grupy My Bloody Valentine. Poppunkowy zespół Good Charlotte pod tą samą nazwą skomponował jedną ze swoich piosenek.
Na początku 2009 roku na ekranach światowych kin pojawił się horror Krwawe walentynki 3D, remake filmu Mihalki.